# Керетаро (муниципалитет)
Кере́таро (исп. Querétaro) — город и муниципалитет в Мексике, входит в штат Керетаро.

## История
Город основан в 1941 году.